# めいわく団地
「めいわく団地」（めいわくだんち）は、1985年4月 - 5月に、NHKの音楽番組『みんなのうた』で放送された楽曲。作詞：若谷和子、作曲：古田喜昭、歌：菊地真美、東京放送児童合唱団。

## 概要
ある小学校の「4年1組」最前列に座り、常に「迷惑」を連発させ「めいわく団地」と言われる、6人の少年少女を歌った楽曲。3番では「めいわく団地」が風邪で3日も欠席し、クラスが静かになった事で、返って寂しい様子を歌っている。
放送で使用されたアニメーションは南家こうじが制作を手掛けた。
放送して半年後の1985年10月10日に『特集みんなのうた』で放送、その後1986年2月11日にも『特集』で放送（同年3月8日には再放送）、そして直後の同年4月 - 5月に初めて定時番組で再放送、その後は2016年4月16日と5月14日に『みんなのうたリクエスト』で30年ぶりに再放送された。

## 収録アルバム
- NHKみんなのうた大全集 恋するニワトリ～おふろのうた（1985年）
- NHKみんなのうた 55 アニバーサリー・ベスト 〜日々〜（2016年）